# Гергана (сорт грозде)
Вижте пояснителната страница за други значения на Гергана.
Гергана е бял хибриден винен сорт грозде, селектиран чрез кръстосване на сортовете Димят и Мускат Отонел във ВСИ „Васил Коларов“ – гр. Пловдив.
Сортът е сравнително устойчив е на студ и обикновено гниене. Отличава се с висока родовитост. Гроздето узрява през втората половина на септември. Средно от декар се добиват около 2700 кг.
Гроздът е средно голям (257,6 г.), коничен до цилиндричноко-ничен, полусбит. Зърната са големи (3,7 г.), закръглени, слабо месести, сладки, с приятен вкус и с лек мискетов аромат. Кожицата е средно дебела, жилава, жълто-зелена, покрита с восъчен налеп, който и придава седефен блясък.
Получените вина са бистри, с красив светложълт цвят със зеленикав оттенък, лек плодов аромат, добра плътност, свежест и хармоничност. Сортът е подходящ и за консумация в прясно състояние, и за производство на гроздов сок и виноматериали. Съдържанието на захари в гроздето е средно 20,2%, а на киселини – 7,3 г./л.